# Ефендієв Заур Османович
Заур Османович Ефендієв (рос. Заур Османович Эфендиев; нар. 11 листопада 1990, Каспійськ, Дагестан) — російський та сербський борець вільного стилю, бронзовий призер чемпіонату світу серед студентів, бронзовий призер Універсіади, бронзовий призер Середземноморських ігор.

## Життєпис
Боротьбою почав займатися з 2000 року. До 2011 року виступав за збірну Росії, здобувши у її складі бронзову нагороду чемпіонату світу серед студентів 2010 року. З 2013 року на міжнародному рівні представляє Сербію.
Виступає за спортивні клуби «Раднічкі» Белград та «Вайнгартен» в німецькій Бундеслізі. Тренери — Любіца Пешко (з 2010), Младен Кечман (з 2012), Марат Ефендієв (з 2015). Багаторазовий чемпіон Сербії.

### Родина
- Батько — Осман Ефендієв[1], срібний призер чемпіонату світу 1982 року, чемпіон та багаторазовий призер чемпіонатів СРСР[2].

## Спортивні результати на міжнародних змаганнях

### Виступи на Чемпіонатах світу
| Змагання                        | Збірна | Вагова категорія          | Місце |
| ------------------------------- | ------ | ------------------------- | ----- |
| Чемпіонат світу з боротьби 2013 | Сербія | вільна боротьба, до 74 кг | 32    |
| Чемпіонат світу з боротьби 2014 | Сербія | вільна боротьба, до 74 кг | 10    |
| Чемпіонат світу з боротьби 2015 | Сербія | вільна боротьба, до 65 кг | 18    |
| Чемпіонат світу з боротьби 2018 | Сербія | вільна боротьба, до 74 кг | 25    |
| Чемпіонат світу з боротьби 2021 | Сербія | вільна боротьба, до 70 кг | 23    |
| Чемпіонат світу з боротьби 2023 | Сербія | вільна боротьба, до 79 кг | 19    |

### Виступи на Чемпіонатах Європи
| Змагання                         | Збірна | Вагова категорія          | Місце |
| -------------------------------- | ------ | ------------------------- | ----- |
| Чемпіонат Європи з боротьби 2013 | Сербія | вільна боротьба, до 74 кг | 5     |
| Чемпіонат Європи з боротьби 2014 | Сербія | вільна боротьба, до 70 кг | 15    |
| Чемпіонат Європи з боротьби 2017 | Сербія | вільна боротьба, до 74 кг | 8     |
| Чемпіонат Європи з боротьби 2018 | Сербія | вільна боротьба, до 74 кг | 5     |
| Чемпіонат Європи з боротьби 2020 | Сербія | вільна боротьба, до 74 кг | 19    |

### Виступи на Європейських іграх
| Змагання              | Збірна | Вагова категорія          | Місце |
| --------------------- | ------ | ------------------------- | ----- |
| Європейські ігри 2015 | Сербія | вільна боротьба, до 70 кг | 5     |

### Виступи на Кубках світу
| Змагання                    | Збірна | Вагова категорія          | Місце |
| --------------------------- | ------ | ------------------------- | ----- |
| Кубок світу з боротьби 2020 | Сербія | вільна боротьба, до 74 кг | 18    |

### Виступи на Універсіадах
| Змагання               | Збірна | Вагова категорія          | Місце  |
| ---------------------- | ------ | ------------------------- | ------ |
| Літня Універсіада 2013 | Сербія | вільна боротьба, до 74 кг | Бронза |

### Виступи на Чемпіонатах світу серед студентів
| Змагання                                        | Збірна | Вагова категорія          | Місце  |
| ----------------------------------------------- | ------ | ------------------------- | ------ |
| Чемпіонат світу з боротьби серед студентів 2010 | Росія  | вільна боротьба, до 66 кг | Бронза |

### Виступи на Середземноморських іграх
| Змагання                    | Збірна | Вагова категорія          | Місце  |
| --------------------------- | ------ | ------------------------- | ------ |
| Середземноморські ігри 2013 | Сербія | вільна боротьба, до 74 кг | Бронза |

### Виступи на інших змаганнях
| Змагання                                   | Збірна | Вагова категорія          | Місце  |
| ------------------------------------------ | ------ | ------------------------- | ------ |
| Турнір Олександра Медведя 2011             | Росія  | вільна боротьба, до 74 кг | 7      |
| Турнір Алі Алієва 2013                     | Сербія | вільна боротьба, до 74 кг | 7      |
| Henri Deglane Challenge 2013               | Сербія | вільна боротьба, до 74 кг | Бронза |
| Золотий Гран-прі з боротьби 2014 (Париж)   | Сербія | вільна боротьба, до 70 кг | Золото |
| Турнір Дана Колова — Николи Петрова 2014   | Сербія | вільна боротьба, до 70 кг | 8      |
| Турнір Олександра Медведя 2015             | Сербія | вільна боротьба, до 74 кг | 20     |
| Перлина Македонії 2015                     | Сербія | вільна боротьба, до 74 кг | Срібло |
| Турнір Дана Колова — Николи Петрова 2018   | Сербія | вільна боротьба, до 79 кг | 13     |
| Відкритий чемпіонат Польщі з боротьби 2018 | Сербія | вільна боротьба, до 74 кг | 11     |
| Турнір Олександра Медведя 2018             | Сербія | вільна боротьба, до 74 кг | 16     |
| Гран-прі Іспанії з боротьби 2023           | Сербія | вільна боротьба, до 79 кг | 11     |